# Pinole
La ville américaine de Pinole est située dans le comté de Contra Costa, dans l’État de Californie. Lors du recensement de 2010, sa population s’élevait à 18 390 habitants.

## Démographie
| 1890 | 1910 | 1920 | 1930 | 1940 | 1950  |
| ---- | ---- | ---- | ---- | ---- | ----- |
| 340  | 798  | 967  | 781  | 934  | 1 147 |

| 1960  | 1970   | 1980   | 1990   | 2000   | 2010   |
| ----- | ------ | ------ | ------ | ------ | ------ |
| 6 064 | 13 266 | 14 253 | 17 460 | 19 039 | 18 390 |

## Source
- (en) Cet article est partiellement ou en totalité issu de l’article de Wikipédia en anglais intitulé « Pinole, California » (voir la liste des auteurs).

1. ↑  « Statistiques des États-Unis - Californie - Profils des communautés de 2010 » (consulté en novembre 2020)